# TERA (fuzil)
Os fuzis TERA (em japonês:  挺進落下傘小銃／挺身落下傘小銃, transl. Teishin Rakkasan Shoujuu) eram fuzis desmontáveis japoneses especiais desenvolvidos para pára-quedistas do Exército Imperial Japonês. Todos os projetos podiam ser divididos ou dobrados em duas partes e facilmente montados ou desmontados.

## Variantes
- Type 100: Baseado na variante de cano destacável Fallschirmjäger do Karabiner 98k (Abnehmbarer Lauf). Protótipo de cópia completa; nunca produzido em massa.[1]
- Type 1: Baseado no fuzil de cavalaria Type 38. Replicando o mecanismo do Karabiner 98k Klappschaft Variant, ele não era separado, mas dobrado. O Type 1 não foi introduzido porque seu mecanismo de dobramento não era suficientemente confiável.
- Type 2: Baseado no fuzil Type 99. Variante de produção comum. Separado em duas partes: coronha e ação, e cano e mira.